# Te llevo para que me lleves
«Te llevo para que me lleves» es una canción y el sencillo debut del músico de Argentina Gustavo Cerati, escrita por él mismo. Se destaca que la modelo chilena y esposa de Cerati en esos años Cecilia Amenábar, canta la canción junto a él. Fue lanzada como primer sencillo de su primer álbum de estudio en solitario Amor amarillo, disco que fue lanzado paralelamente a su carrera con el grupo musical Soda Stereo.

## Letra
Gustavo declaró que este disco mezclaba varias sensaciones, como la de la lanzar su primer álbum solista y especialmente estaba marcado por la pronta llegada de su primer hijo Benito Cerati. Dijo que estaba concientizado y fascinado con este suceso. Debido a esto, a que su esposa Cecilia canta y aparece en el video musical y también por la letra, se creía que la canción estaba dedicada a su hijo. Cecilia en una entrevista, a 20 años del lanzamiento del disco, aclaró que la canción describía su relación como pareja. Según el libro escrito por Juan Morris se cuenta que Cecilia Amenábar y Gustavo Cerati habían ido con una bruja, ella les dijo que ellos se conocían de otra vida y de ahí salió el fragmento «Te conozco de otra vida»

«Era él llevándome a mí y yo a él, de un lado para otro, en la montaña, en el avión. Siempre andábamos en la calle bailando o cantando. (...) Y una vez que él tenía libre en la gira de Dynamo, en Venezuela, salimos a un parque de diversiones. Ahí empezó lo de tú me llevas y yo te llevo. A la vuelta en el hotel, estaba con el cuadernito escribiendo la letra del tema».

## Música
Tal como todo Amor amarillo, Cerati toca la mayoría de los instrumentos, aunque en las pocas versiones en vivo de esta canción en esos años (ya que este disco no tuvo gira de presentación), tocaba con un grupo y la misma Cecilia Amenábar tocaba el bajo. La letra de la canción no es muy larga y es tocada completamente con guitarra acústica. Comienza la guitarra y luego de sonar un rato sin compañía comienza la batería y el bajo. Comienza la voz de Cecilia, hasta que llega el estribillo en que canta Gustavo. Y luego se repite este mismo orden. 
Al final de la canción, tras muchos efectos de sonidos generados por un sampler, se escuchan los latidos del corazón de Benito, dentro del vientre de Cecilia. Tras esto la canción se une sin pausas a «Pulsar» (también es sencillo).
Dada la participación de su exesposa (Cecilia Amenábar) en la canción original, Gustavo Cerati convoca otras voces femeninas para suplantarla en los recitales. Se destaca a Fabiana Cantilo, Julieta Venegas (en 2004) y Anita Álvarez de Toledo (Gira Fuerza natural 2009 - 10).

## Video musical
El video musical fue dirigido por los argentinos Daniel Bohm y Pablo Fischerman en Santiago de Chile. En el video aparecen Gustavo Cerati y Cecilia Amenábar interpretando la canción. Como curiosidad, ella presenta un avanzado estado de embarazo con el que esperaba al primer hijo de la pareja y de cada uno, Benito Cerati Amenábar. Probablemente a motivo de lo anterior, en un momento del video aparecen dentro de una habitación con juguetes infantiles, asemejando la habitación de un bebé y al final de la canción se sientan en el suelo como para jugar.